# 宋敘五
宋敘五（1934年—2016年），香港經濟史、經濟思想史學者。

## 生平
1934年生於中國大陸，1949年後於香港定居。初到香港時，為生計故，當印刷工人，自此與出版業結下不解之緣，此後五十年，宋家父子均從事出版印刷投資，經營和記印刷有限公司凡數十載。後宋敘五考入由錢穆創立並主持的新亞書院歷史系，隨錢穆、牟宗三先生學習。後把經濟史研究視為終身志業，又有感於現代經濟學是研究經濟史的不二門徑，遂於二年級轉入經濟系隨張丕介先生學習。
1961年，畢業於新亞書院經濟系，同年任該系實驗教員。1966年，獲香港中文大學社會科學學士學位。七十年代起，兼任能仁書院教授。1980年獲得香港大學哲學碩士學位。1983年，獲樹仁學院校長鍾期榮親聘為經濟系教授，講授中國經濟史、西洋經濟史、比較經濟制度。2006年，宋敘五於樹仁大學退休，轉任新亞研究所教授，講述西漢經濟史專題。
1965年，經濟史家全漢昇由臺北中研院轉任中文大學新亞書院，宋敘五於課上旁聽，與全漢昇相識。1971年，得全漢昇、勞榦兩位中研院院士學者聯名推薦，並獲得哈佛燕京學社資助，發表《西漢貨幣史初稿》（由中文大學出版部印行，2002年易名為《西漢貨幣史》，由中文大學出版社出再版，2013年第三版由新亞研究所出版），享譽學界，為治秦漢史者必讀之書。及後，發表《先秦重農思想之研究》一文（載《中國文化研究所學報》，1974年），以法國重農學派對比先秦重農思想，建立中西經濟思想比較研究之典範。1979年取得香港大學哲學碩士，論文題目為《洪亮吉思想研究》，比較生於清代的洪氏與西方的馬爾薩斯 （Malthus）人口學說之異同，兼論清代的社會經濟問題。1988年憑《包世臣的經世思想》獲香港大學哲學博士，後由商務印書館於2006年以《幕僚論政：清朝名士包世臣的經世思想》名義出版，此書疏理包氏對清代鹽業、漕運、河工、貨幣等諸多精辟見解。
宋敘五為中國經濟思想史學會會員，2002參與山西財經大學之年會，發表《從司馬遷到班固：論中國經濟思想的轉向》一文，探討農本思想對中國經濟史之影響，引起極大回響。其與趙善軒合著的《清朝乾嘉之後國勢衰頹之經濟原因》一書（香港：樹仁學院出版，2004年），對乾、嘉中衰提出了獨到見解，被中國人民大學清史研究所列為清史名著。
宋敘五由學生時代已在《新亞生活》發表文章，數十年代著述數十篇校史的文章，並編有兩本新亞創辦人張正介的文集。2010年起，著成《西漢經濟史專題》三種。去世前一年出版《宋敘五雜文集》。宋專注經濟史教學及研究逾五十年。